# Pol (anàlisi complexa)

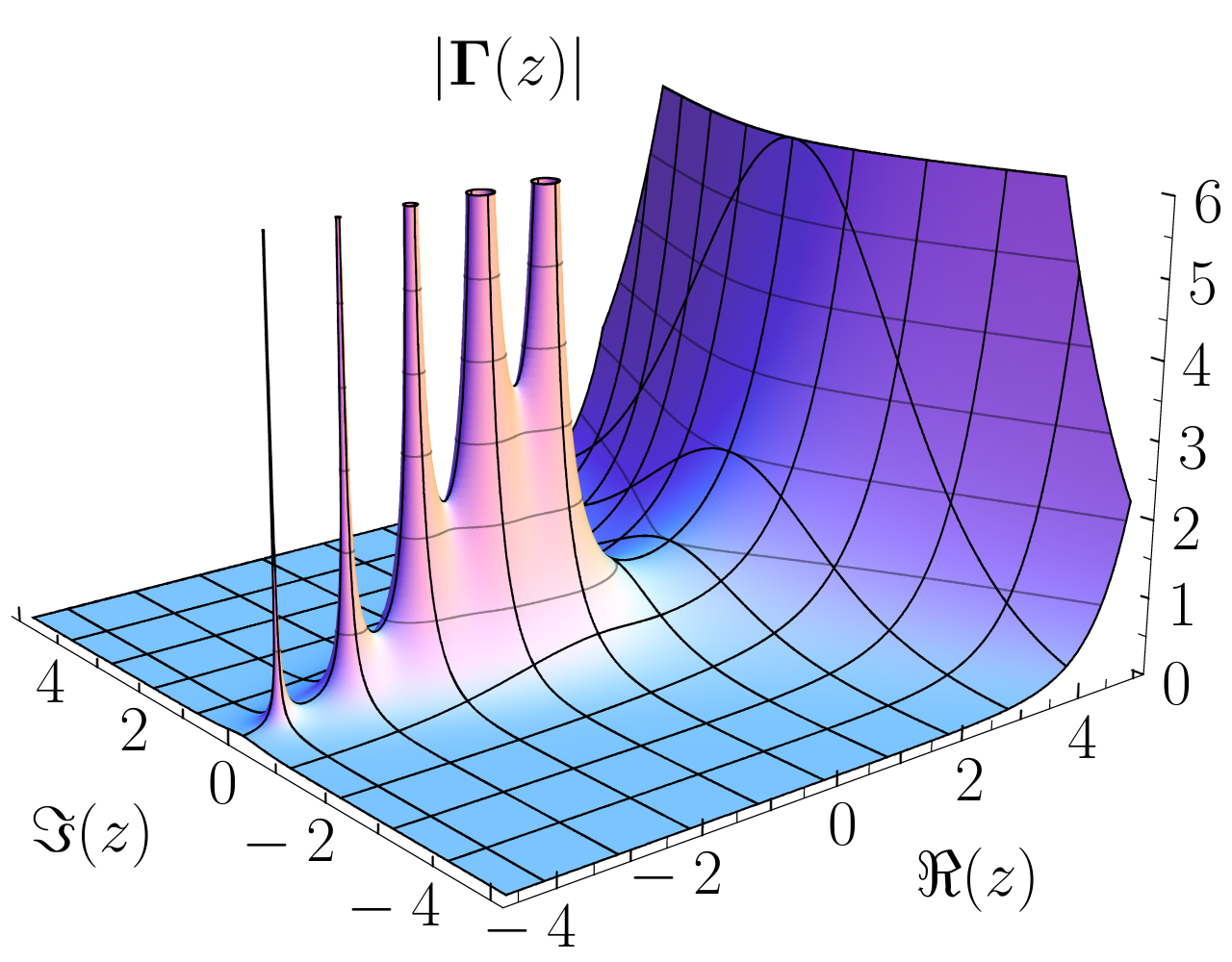
Representació del valor absolut de la funció gamma. Això iŀlustra que una funció tendeix cap a infinit als pols (a l'esquerra). A la dreta, la funció gamma no té pols, simplement creix de forma ràpida.

En l'àmbit matemàtic de l'anàlisi complexa, un pol d'una funció meromorfa és un cert tipus de singularitat que es comporta com la singularitat de {\displaystyle \scriptstyle {\frac {1}{z^{n}}}} al punt z = 0. Per un pol de la funció f(z) al punt a, la funció tendeix a infinit quan z tendeix cap a a.

## Definició
Formalment, suposem que U és un conjunt obert del pla complex ℂ, a és un element de U i f: U \ {a} → ℂ és una funció holomorfa al seu domini. Si existeixen una funció holomorfa g: U → ℂ i un enter positiu n tals que es verifica
{\displaystyle f(z)={\frac {g(z)}{(z-a)^{n}}}}
per qualsevol z de U \ {a}, llavors hom diu que a és un pol de f. El valor n més petit pel qual es verifica aquesta relació s'anomena l'ordre del pol. Un pol d'ordre 1 s'anomena pol simple.
Alguns autors permeten que l'ordre d'un pol sigui zero, la qual cosa vol dir que el pol és o bé un punt regular, o bé una singularitat evitable. Tot i això, és més habitual exigir que l'ordre d'un pol sigui >0.
A partir del que hem vist, es poden deduir les següents caracteritzacions equivalents:
Si n és l'ordre del pol a, llavors g(a) ≠ 0 per la funció g de l'expressió anterior. Així, podem escriure
{\displaystyle f(z)={\frac {1}{h(z)}}}
per alguna funció h que sigui holomorfa en un entorn obert de a i que tingui un zero d'ordre n en a. Així, de manera informal, podem pensar que els pols són els recíprocs dels zeros de funcions holomorfes.
També, com que g és holomorfa, podem expressar f com
{\displaystyle f(z)={\frac {a_{-n}}{(z-a)^{n}}}+\cdots +{\frac {a_{-1}}{(z-a)}}+\sum _{k\,\geq \,0}a_{k}(z-a)^{k}.}
L'expressió anterior és una sèrie de Laurent amb part principal finita. La funció holomorfa {\displaystyle \scriptstyle \sum _{k\,\geq \,0}a_{k}(z\,-\,a)^{k}} (a U) s'anomena la part regular de f. Així, el punt a és un pol d'ordre n de f si i només si tots els termes de l'expansió en sèrie de Laurent de f al voltant de a de grau menor que -n són nuls i el terme de grau -n és no nul.

## Pol a l'infinit
Hom pot definir una funció complexa de tal manera que tingui un pol al punt de l'infinit. En aquest cas, U ha de ser un entorn de l'infinit, com per exemple l'exterior d'una bola tancada. Si volem usar la definició inicial de pol, hem de fer que tingui sentit dir que g sigui holomorfa a ∞. Una alternativa és transformar el punt de l'infinit en un punt finit, i aplicar la definició que ja coneixem. L'aplicació {\displaystyle \scriptstyle z\mapsto {\frac {1}{z}}} fa aquesta transformació. Així, per definició, una funció f holomorfa en un entorn de l'infinit té un pol a l'infinit si la funció {\displaystyle \scriptstyle f({\frac {1}{z}})} (que és holomorfa en un entorn de {\displaystyle \scriptstyle z=0}) té un pol a {\displaystyle \scriptstyle z=0}, l'ordre del qual es considera que és l'ordre del pol de f a l'infinit.

## Pol d'una funció sobre una varietat complexa
En general, si M és una varietat complexa, i f: M → ℂ és una funció holomorfa en un entorn U de a, hom diu que f té un pol en a d'ordre n si, donada una carta φ:U → ℂ, la funció f∘φ-1:ℂ → ℂ té un pol d'ordre n en φ(a) (que hom pot escollir com l'origen de coordenades si fem una elecció convenient de la carta).
El concepte de pol a l'infinit és l'exemple més senzill (no trivial) d'aquesta definició, on prenem M l'esfera de Riemann, i prenem la carta {\displaystyle \scriptstyle \phi (z)\,=\,{\frac {1}{z}}}.

## Exemples
- La funció

{\displaystyle f(z)={\frac {3}{z}}}
té un pol d'ordre 1 o pol simple al punt {\displaystyle \scriptstyle z\,=\,0}.
- La funció

{\displaystyle f(z)={\frac {z+2}{(z-5)^{2}(z+7)^{3}}}}
té un pol d'ordre 2 al punt {\displaystyle \scriptstyle z\,=\,5} i un pol d'ordre 3 al punt {\displaystyle \scriptstyle z\,=\,-7}.
- La funció

{\displaystyle f(z)={\frac {z-4}{e^{z}-1}}}
té pols d'ordre 1 als punts {\displaystyle \scriptstyle z\,=\,2\pi ni{\text{ per }}n\,=\,\dots ,\,-1,\,0,\,1,\,\dots .} Per comprovar-ho, desenvolupeu {\displaystyle \scriptstyle e^{z}} en sèrie de Taylor al voltant de l'origen.
- La funció

{\displaystyle f(z)=z}
té un pol simple a l'infinit.

## Terminologia i generalitzacions
Si la primera derivada d'una funció f té un pol simple en a, llavors a és un punt de ramificació (el recíproc no sempre és cert).
Una singularitat no evitable que no és un pol o un punt de ramificació s'anomena singularitat essencial.
Una funció complexa que és holomorfa llevat d'algunes singularitats aïllades, i on les úniques singularitats són pols, s'anomena meromorfa.